# Lophops pallida
Lophops pallida är en insektsart som beskrevs av Melichar 1902. Lophops pallida ingår i släktet Lophops och familjen Lophopidae. Inga underarter finns listade i Catalogue of Life.